# Dobrevtsi
Dobrevtsi (bulgariska: Добревци) är ett distrikt i Bulgarien.   Det ligger i kommunen Obsjtina Jablanitsa och regionen Lovetj, i den centrala delen av landet, 70 km nordost om huvudstaden Sofia.
Trakten runt Dobrevtsi består till största delen av jordbruksmark. Runt Dobrevtsi är det ganska glesbefolkat, med 34 invånare per kvadratkilometer.